# Résolution 344 du Conseil de sécurité des Nations unies
Membres permanents
- Chine
- États-Unis
- France
- Royaume-Uni
- URSS

Membres non permanents
- Australie
- Autriche
- Guinée
- Indonésie
- Inde
- Kenya
- Panama
- Pérou
- Soudan
- Yougoslavie

Résolution no 343 Résolution no 345
La résolution 344 du Conseil de sécurité des Nations unies est adoptée à 10 voix contre zéro lors de la 1 760e séance du Conseil de sécurité des Nations unies le 15 décembre 1973, à la veille de la conférence de paix prévue par la résolution 338, le Conseil a exprimé l'espoir que des progrès rapides seraient réalisés en vue de l'instauration d'une paix juste et durable au Moyen-Orient. Le Conseil a également exprimé sa confiance dans le fait que le secrétaire général jouerait un rôle complet et efficace lors de la conférence et a demandé qu'il le tienne informé de l'évolution des négociations.
La résolution a été adoptée par 10 voix contre zéro, avec 4 abstentions de la France, de l'Union soviétique, du Royaume-Uni et des États-Unis.

### Sources
- (en) Cet article est partiellement ou en totalité issu de l’article de Wikipédia en anglais intitulé « United Nations Security Council Resolution 344 » (voir la liste des auteurs).

### Texte
- Résolution 344 sur fr.wikisource.org
- Résolution 344 sur en.wikisource.org